# CA 15-3
يعتبر وجود الدليل البيولوجي (CA 15-3) في الدم دلالة هامة على وجود عدة أنواع من السرطان وغالباً ما يستخدم لتشخيص سرطان الثدي ومتابعة المرضى ومراقبتهم في مرحلة ما بعد العلاج ، للتأكد من عدم عودة سرطان الثدي بشكل خاص  
قياس CA 15-3:
يتم قياس مستوى تركيزCA 15-3 في الدم بعدة طرق، يتمثل أهمها بقياس امتصاصية الإنزيم المرتبط. ويدل وجود CA 15-3 بمستوى أعلى من الحالة الطبيعية في الدم على احتمالية وجود الأورام في الجسم
 أهمية الدليل البيولوجي CA 15-3:
لا يعتمد على فحص CA 15-3 في تشخيص سرطان الثدي بشكل أساسي؛ ولكن تكمن أهمية هذا الفحص بأنه أحد أهم المؤشرات على استجابة المريض للعلاج من سرطان الثدي ومراقبة المريض في مرحلة ما بعد العلاج خوفا من عودة انتشار المرض. ووجود نتائج تبين ارتفاع الـ CA 15-3 لا يؤكد وجود سرطان الثدي أو عودته للمريض، لأنه يوجد عوامل أخرى تسبب زيادة CA15-3 في الدم، ومن أهمها تكيسات المبايض الحميدة، وأمراض الثدي الحميدة، وتليف الكبد، والغرناوية أو ما يعرف بداء الساركويد، والذئبة الحمامية [2]. ولزيادة حساسية فحص (CA 15-3) وخصوصيته، يتم إجراء فحوصات أخرى إلى جانب فحص CA 15-3 مثل الكشف عن الدليل البيولوجي (CA 27-29) أو الكشف عن الفوسفاتيز القلوي (ALP). لأن ارتفاع مستوى كل من CA 15-3 و الفوسفاتيز القلوي معا مؤشر قوي على احتمالية وجود المرض أو عودته بعد العلاج 
إجراءات الاختبار لفحص CA 15-3:
هذا الفحص لا يحتاج إلى أي إجراء أو صيام، وإنما فقط يجب إبلاغ الطبيب عن جميع الادوية والاعشاب والفيتامينات التي يتناولها المريض، بما في ذلك تعاطي الكحول والمخدرات قبل إجراء الفحص.